# Leyes de Indias

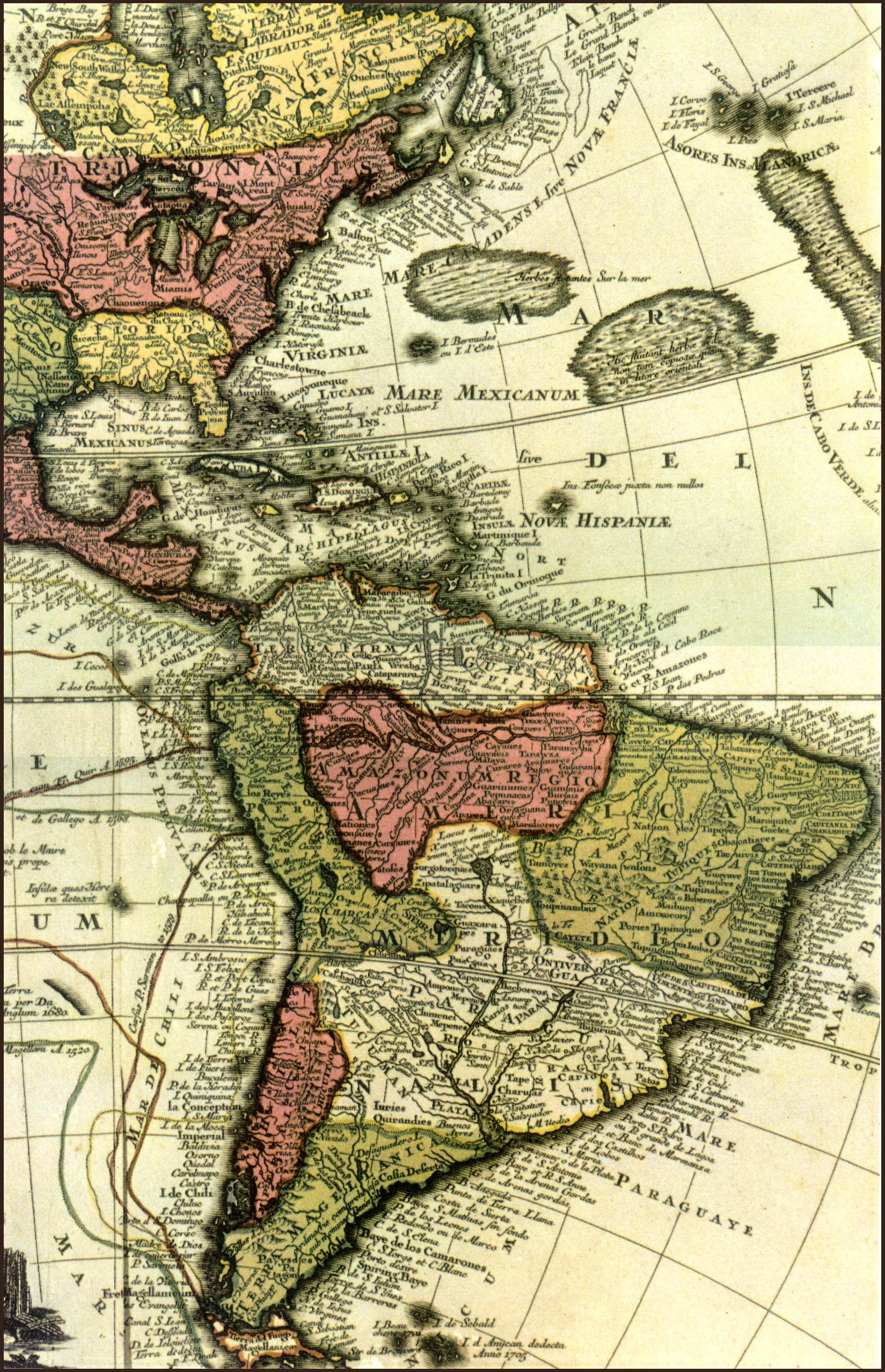
Mapa de las Américas en 1705.

Las Leyes de Indias son la legislación promulgada por los monarcas españoles para regular la vida social, civil, política y económica de los territorios americanos y asiáticos pertenecientes al Imperio español.

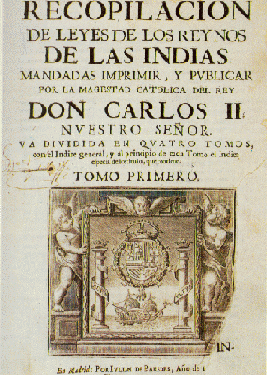
Primer tomo publicado de las Leyes de Indias.

Fundamentalmente, son la recopilación de las Leyes de Burgos y las Leyes Nuevas, las cuales trataban de otorgar derechos a los indígenas frente a los abusos que se estuviesen cometiendo siendo precursoras del derecho internacional. Así como constituir un gran ‘corpus iuridicus’’ por el que se fijaron los reglamentos para las fiestas y otras actividades culturales, junto a los intercambios comerciales y otras actividades económicas, además de pautas sobre la tributación (los impuestos) y el ejercicio de los cargos públicos (como la administración) y lo relativo a las normas de convivencia para las relaciones entre las personas de las Indias. A diferencia de otros Imperios coloniales de la época, la monarquía española mostraba un profundo celo por instaurar una base legal a sus dominios de Ultramar.
Según los Juicio de residencia, la condena por incurrir en ilegalidades o errores con respecto a las leyes de protección de la población indígena (y en general, para la buena administración de las Indias y sus habitantes), invalidaba al funcionariado (incluido los virreyes) el poder progresar en la administración española.
La recopilación fue impresa en 6 ocasiones, todas en Madrid: 1681, 1756, 1774, 1791, 1841 y 1889. Estando compuesto de 9 Libros (sin nombre, únicamente la enumeración), 218 títulos (que señalan la materia a la que se refieren las ordenanzas y leyes contenidas) y 6377 leyes. Además de ser constituyentes de la Novísima Recopilación de las Leyes de España de 1805. En estas se le dio gran importancia jurídica al Derecho consuetudinario americano, tanto de origen criollo como indígena. En cuanto al derecho indígena, se terminó ordenando que se mantengan las leyes y costumbres indígenas que no estuvieran en contradicción con la religión ni las leyes vigentes en la Corona de Castilla, e incluso las complementaran.

## Antecedentes
Desde un punto de vista formal, el Derecho indiano surgiría a partir de las Capitulaciones de Santa Fe, donde se desarrollaron las condiciones para el buen gobierno de las tierras que fueran a ser descubiertas, inspirado en el Derecho medieval castellano. En estos años iniciales, en el Derecho Indiano primitivo tenía mucho peso las Capitulaciones (contratos de la Corona de Castilla con un descubridor o conquistador) y los Asientos (contratos comerciales) para constituir un derecho legislado para América. Desde los primeros años de la conquista, hubo preocupación de parte de las autoridades oficiales de la Monarquía Hispánica (como los Reyes Católicos) con respecto al trato que debían tener los naturales de las Indias Occidentales (América) y a como hacer que se respeten las leyes del estado español entre sus súbditos en el Nuevo Mundo, sean españoles o indígenas, frente a las oscuras noticias de las faltas contra sus derechos por la falta de una política predeterminada y específica en estos primeros años de la empresa conquistadora (que fue entendida de maneras diferentes por sus realizadores y algunas veces alejándose de la misión oficial de la monarquía española de ser una empresa de pacificación). Aquello provocó que se dictaran infinidad de leyes con el fin de resolver los problemas que aparecían en cada momento y lugar en el enorme y diverso territorio de las Indias, respondiendo a una información originada por intereses heterogéneos y a veces hasta contradictorios, puesto que la intervención de la corona y sus leyes de convivencia fueron esenciales para evitar que se caiga en la ley del más fuerte. Llegando a provocar que para la Corona sea una prioridad el atender primeramente a los súbditos americanos que a los peninsulares.
Isabel I de Castilla fue la primera autoridad que se preocupo por los indios, siendo así que en una Real Provisión del 20 de junio de 1500, la monarca castellana prohibiría la esclavitud, así como ordenó que fueran repatriados a América, y que se les devolvieran sus tierras y propiedades que antes les hubieran pertenecido. Declarando que ni un español tenía poder alguno contra sus vasallos, quienes estaban bajo su protección y que nadie podría atrever a desafiar su autoridad. Desde el principio la monarca castellana había pedido a los exploradores españoles que hagan "tratar a dichos indios muy bien y con cariño, y abstenerse de hacerles ningún daño, disponiendo que ambos pueblos debían conversar e intimar y servir los unos a los otros en todo lo que puedan" como se dicta en una real cédula de 29 de mayo de 1493 dando instrucciones a Cristóbal Colón en los que se nota desde el primer momento la preocupación de los reyes españoles al bienestar de los indios. Siendo así que los primeros antecedentes para regular la vida de los pobladores indianos fueron las Instrucciones de Granada de 1501, ordenadas por los Reyes Católicos, Isabel y Fernando, al fray Nicolás de Ovando, como consecuencia de noticias sobre desórdenes hechos en las colonias españolas recién establecidas por el Caribe, por el que se establecieron normas directas sobre el trato que debía dársele a los naturales de las colonias, por el que conciben a los indios como personas dignas y vasallos libres que deben ser bien tratados como los de Castilla y cualquier otra persona bajo su protección, según la Ley eterna de Dios. Incluso se les quería conceder a los indios unos derechos que los españoles de la Metrópoli no poseían (como el ser consultados sobre los tributos que se les habría de instaurar, algo que el Movimiento de los Comuneros exigió en la Guerra de las Comunidades de Castilla 20 años después).

«Primeramente, procuraréis con mucha diligencia las cosas del servicio de Dios... Porque Nos deseamos que los indios se conviertan a nuestra santa Fe católica, y sus almas se salven... Tendréis mucho cuidado de procurar, sin les hacer fuerza alguna, cómo los religiosos que allá están los informen y amonesten para ello con mucho amor... Otrosí: Procuraréis como los indios sean bien tratados, y puedan andar seguramente por toda la tierra, y ninguno les haga fuerza, ni los roben, ni hagan otro mal ni daño». Si los caciques conocen algún abuso, «que os lo hagan saber, porque vos lo castigaréis». Los tributos para el Rey han de ser con ellos convenidos, «de manera que ellos conozcan que no se les hace injusticia». En fin, si los oficiales reales hicieran algo malo, «quitarles heis el oficio, y castigarlos conforme a justicia... y en todo hacer como viéredes que cumple al servicio de Dios, y descargo de nuestras conciencias, y provecho de nuestras rentas, pues de vos hacemos toda la confianza».

Ejemplo de que estas órdenes no quedaron en promesas vacuas están en: La existencia en los documentos más antiguos, como el del año 1503, en el que se contienen mandatos para fundar instituciones educativas en los territorios descubiertos, así como para la construcción de hospitales donde fuera urgente para atender a los pobres, sean indios paganos o españoles cristianos. Realizándose Reales Cédulas, Decretos Reales, Órdenes, Reglamentos, Oficios o hasta Consultas y Debates entre las Cortes únicamente para esos fines. También una Real Cédula del 16 de abril de 1495 para Juan Rodríguez de Fonseca en el Puerto de Cádiz con instrucciones de paralizar la venta de esclavos, anulando otra cédula del 12 de abril tolerando el comercio de esclavos capturados en guerra por la expedición de Antonio de Torres, basándose en la siguiente razón: «Porque Nos querríamos informarnos de Letrados, Teólogos e Canonistas si con buena conciencia se pueden vender», mientras que señalaba que España debía “evita[r] la situación antijurídica y peligrosa que venía consolidándose en Portugal”. Posteriormente, tras la conclusión de una junta de 5 años formada filósofos del derecho para comprobar la ilicitud de estos actos, Isabela ordenó que se recojan a los indios para ser entregados a Pedro de Torres y repatriados con sus familias, al declarar que los indios eran “súbditos de hecho o en potencia” de la Corona, decretando la Real Cédula de 20 de junio de 1500 (apuntando a Pedro Torres) por el que se obligaba a los españoles a que los indios fuesen puestos en libertad y devueltos a sus tierras (previamente haciéndose un inventario de cuantos había en España para así lograrlo con eficiencia), con disposiciones futuras en las que se decreto formalmente que los indios eran considerados hombres libres ante la Monarquía Hispánica, que se les debía devolver sus propiedades y reafirmándose la prohibición de la venta de indígenas.

"los Monarcas hispanos se convierten en celosos defensores de la libertad de los indios. Son reiteradas y muy explícitas las disposiciones legales decretando que los aborígenes fueran considerados como personas libres, vasallos de la Corona de Castilla."
Antonio Rumeu de Armas (historiador)

"Fecha memorable para el mundo entero, porque señala el primer reconocimiento del respeto debido a la dignidad y libertad de todos los hombres, por incultos y primitivos que sean; principio que hasta entonces no se había proclamado en ninguna legislación, y mucho menos se había practicado en ningún país."
Rafael Altamira (historiador)

Además, al estar Isabela imbuida por una obligación moral de instruir en la religión católica con paz y tranquilidad a los indios, en un espíritu de benevolencia, dulzura y paz cristiana, ella exigió que se enviaran mensajes y regalos a los caciques para encontrarse y entablar relaciones amistosas con ellos para así lograr que acepten el Evangelio (que era una prioridad para el estado español, dejando los beneficios económicos como algo secundario, lo que puso en conflicto al gobierno con algunos conquistadores), anhelando Isabel la Católica que se imparta la educación castellana (enseñándoles el español y que los españoles aprendan las lenguas nativas), se establezca la atención sanitaria, se instaure los sistemas políticos y se difundan los valores espirituales cristianos a sus millones de nuevos súbditos; incluido el mandato a Nicolás de Ovando en 1503 en el que declaraba “Cásense españoles con indias e indias con españoles” para promover el Mestizaje y ese espíritu de que ambos pueblos debían servirse mutuamente por estar bajo la protección de un mismo soberano que los veía como iguales, estando necesitados de familiarizarse y colaborar libremente; también le ordenó Isabela a Ovando que en cada pueblo viviese un capellán, se construyese una iglesia y se les enseñase a los indios la fe cristiana (realizándose el hospital San Nicolás de Bari, primera construcción de piedra en Santo Domingo, y otros dos hospitales-hospicios en la isla).  Para asegurar que se cumpla su voluntad, la monarquía llegó a enviar a gente de confianza del reino (dotándoles con poderes administrativos y judiciales), como Don Juan de Fonseca o Francisco de Bobadilla, para informar de los sucesos en América y castigarles con severidad a quienes no hicieran valer los planes de la Reina. Fue así que la Instrucción del 29 de marzo de 1503 introduce la figura y cargo del Visitador, con la función de velar por los indios y evitar que se generase algún daño contra ellos, no pudiendo consentir que los españoles se aprovechasen de los indios, además de garantizar que los españoles les pagasen un salario justo a los indios que voluntariamente quisieran trabajar para ellos, además de verificar sus relaciones comerciales de compra-venta y que los españoles pagaran lo justo al indio por intercambios comerciales; también se haría énfasis al Alma espiritual del indio (algo exclusivo de los seres humanos), así como permitir los viajes de indios a Europa (bajo la condición que fuese por voluntad propia, necesitándose la autorización del gobernador para comprobarlo).
En su lecho de muerte, Isabel la Católica dejaría bien claro en su testamento que su voluntad con los indígenas, de respetar sus derechos y propiedades en sus tierras, sea imitada por el resto de sus herederos, y que sus súbditos continúen la obra de España en el Nuevo Mundo según tales indicaciones (lo que a la postre sería la esencia de la doctrina imperial que inspirarían a las Leyes de Indias, favorables a los indios con la misma protección que a cualquier súbdito de España):

"XI. También mando que en cuanto que el Papa nos concedió las Islas y Tierra Firme del Mar Océano descubiertas y por descubrir [América y las islas cercanas], y como fue mi intención procurar, inducir y atraer a los pueblos que las pueblan a la fe católica, y enviar a las Islas y Tierra Firme prelados y religiosos y clérigos y otras personas doctas... para instruir a los moradores de aquellas tierras en la fe católica, y enseñarles buenas costumbres. A demás suplico al rey mi señor muy afectuosamente, y encargo y mando a la princesa, mi hija, y al príncipe, su marido, que así lo hagan y cumplan, y que esto sea su principal fin y en ello ponga mucha diligencia, y que no consientan ni den lugar a que los indios, vecinos y moradores de las Indias y Tierra Firme, ganadas y por ganar, reciban agravio alguno en sus personas ni bienes, antes al contrario que sean bien y justamente tratados, y si han recibido algún agravio que lo remedien y provean para que no se sobrepase en cosa alguna lo que en las cartas apostólicas de dicha concesión se mandaba y establecía."
Codicilo de 23 de noviembre de 1504

Luego de la muerte de Isabel, Fernando El Católico continuo la obra de fomentar el mestizaje, por lo que decretaría la Real Cédula de 6 de junio de 1511 en el que se prohibía los matrimonios forzados entre indios y españoles, basándose en que también en España eran libres sus súbditos de casarse o no, a su vez que reconocía las virtudes de fomentar las uniones entre ambos pueblos, para que españoles conozcan la geografía y costumbres de las tierras descubiertas junto a sus características, y los indios pudieran integrarse a la civilización cristiana junto a su modo de vida. Más adelante, la real provisión del 19 de octubre de 1514 autorizó el matrimonio mixto entre españoles e indias con un reconocimiento formal ante la ley y así tuviera las regularizaciones necesarias de la institución matrimonial, añadiéndose que no se podía dar prohibición alguna contra tales matrimonios, posteriormente, en la Real Cédula del 5 de febrero de 1515, cerraría cualquier vacío legal sobre los matrimonios entre españolas e indios al decretar que: “las dichas indias e indios tengan entera libertad para se casar con quien quisieren, así con indios como con naturales destas partes y que en ello no se les ponga ningún impedimento”.
Respecto a la noticia los Crímenes de guerra entre facciones significativas de Conquistadores españoles, junto al recibo de juicios que retrataban a los nativos como personas miserables y en un estado degradante, se impulsó a la Corona a tomar medidas abiertas contra las inmoralidades políticas, realizando debates llenos de reflexión moral sobre el Derecho natural (como la famosa Junta de Valladolid o la anterior Junta de Burgos), y así darse un impulso para tomar estrategias Paternalistas de parte del estado español para tratar con compasión a los súbditos indígenas como "hermanos menores". Esa firme convicción de la realeza española se presentó ante el castigo recibido por Cristóbal Guerra en la Cédula Real del 2 de diciembre de 1501, en el que se obligaba liberar y devolver a América a los indios que este hubiese capturado y vendido. Incidente similar había pasado con el mismismo Cristóbal Colón por haber intentado esclavizar 1600 indios, siendo enviado Gonzalo Gómez de Cervantes para verificar por todos los medios posibles aquellas acusaciones contra Colón de sus informantes de la Corona, y conocer el paradero de esos indios (dichas acciones de Colón habrían sido producto de la costumbre jurídica de la época en la que era legal instaurar un régimen de servidumbre a poblaciones conquistadas sin fe cristiana, por considerárseles bárbaros, bajo la condición de que hubieran hecho la guerra contra los católicos). Estando presente el deseo de regular la tributación del indígena, su régimen de trabajo y asegurar un buen tratamiento por ser súbditos bajo la misma protección de la Monarquía que cualquier otro súbdito. También al realizarse una serie de medidas en 1511 y 1512 (que sentarían las bases para las Leyes de Burgos) para regular aspectos de la vida del indio, quien es declarado un "ser libre y racional" (defendido tal reconocimiento por los Dominicos tras la insistencia de los sermones de Antonio de Montesinos a Fernando El Católico), lo cual también llegó a fundar instituciones que vendrían a regular las libertades de los Encomenderos y otras autoridades españolas para evitar que se enriquezcan a costa de la sumisión del indio, otorgando el primer cuerpo legislativo de Derecho laboral en América. El cuestionamiento moral a la explotación de los indios se terminó volviendo un cuestionamiento legal en este contexto, por gracia de la iglesia institucionalizada (a través de la Orden de Predicadores) fue de gran importancia en este contexto histórico por atar el derecho de gentes al evangelio, impidiendo que los conquistadores pudieran poner las condiciones de convivencia en el territorio. Sin embargo, basándose en las Siete Partidas de Alfonso el Sabio, se consideró lícita la esclavitud excepcional de personas capturadas en guerra y que fueran enemigas de la fe (como los Caribes) en razón de crímenes y delitos graves como el Canibalismo, algo confirmado en una Real Provisión del 29 de agosto de 1503 bajo el fundamento de que eran poblaciones que delinquían contra sus súbditos españoles e indios. Siendo así que las Ordenanzas de la Real Provisión de Granada (17 de noviembre de 1526) estipulaban que los «religiosos se conviertan en el muro protector de los indígenas», algo que se venía anticipando desde la Regencia del Cardenal Ximénez de Cisneros, Arzobispo de Toledo y Primado de España (1495 a 1517).

"Donde estaba una gente que se dice caníbales nunca los quisieron oyr ni acoger, antes se defendieron dellos con las armas e les rresystieron que no pudiesen entrar ni estar en las dichas yslas donde ellos están y aun en la dicha rresistencia mataron algunos xpianos e después acá han estado y están en su dureza e pertinazia haciendo guerra a los yndios que están a mi servicio y prendiéndolos por los comer como de fecho los comen."
Isabel II, Carta de provisión autorizando la reducción a esclavitud de los indios caníbales (29-VIII-1503)

Incluso hubo preocupaciones dentro de los españoles que llegaron a América, quienes se pusieron a cuestionar el derecho de obligar a los indios a trabajar en las minas. Personalidades americanas más influyentes en Castilla, en defensa de la libertad y los derechos de los naturales, fueron el provisor Luis de Morales, Juan Polo de Ondegardo y Zárate (gobernador del Cusco), el licenciado Martel Santoro y Bartolomé de las Casas (obispo de Chiapas). El emperador Carlos V de Alemania y I de España, preocupado por las acusaciones de injusticia que provenían de múltiples fuentes, dictaría Nuevas Leyes para las Indias. Entre sus aspecto más destacados, estaban que: se reafirmo que los indios eran súbditos libres, los cuales no podían ser mandados a trabajar sin consentimiento suyo, y que, de aceptar, tendrían que ser remunerados de manera justa por el valor de su trabajo (siendo ilegal los trabajos forzados)

"El Rey. Presidente e oidores de la nuestra Audiencia e Cancillería Real que está e reside en la ciudad de Tenuxtitán, México,de la Nueva España. Bien sabéis cómo en la instrucción que la Emperatriz Reina mi muy cara y muy amada mujer mandó dar y dió para vosotros hay un capítulo, su tenor del cual es éste que se sigue: Porque como veis es razón que se edifiquen templos en los que se administre el culto divino y sean instruidos los naturales de esa tierra, vos mando y encargo que tengáis mucho cuidado cómo en las cabeceras de todos los pueblos, así en los que en nuestro nombre se han de poner agora en corregimientos como en los encomendados al Marqués del Valle y todos los otros que están encomendados a otras personas particulares, que se hagan iglesias, y para ello hagáis que se tomen de los tributos que los dichos indios han de dar a nos o a sus encomenderos lo que fuere menester hasta que la iglesia sea acabada (...) e para la sustentación de los dichos clérigos, en lugar de los diezmos eclesiásticos que los cristianos han de pagar y pagan, podéis acrecentar a los dichos indios en el tributo que determináredes que paguen a nos o a las personas que los tuvieren encomendados la cantidad que viéredes que es necesario para una congrua sustentación de los dichos clérigos que así vosotros viéredes que son necesarios para la instrucción de los dichos indios e para aceite e cera e otras cosas necesarias para el culto divino,demás del dicho tributo, sin que ellos entiendan sino que es sólo el tributo que, como dicho es, han de pagar."
Felipe II, 1533

Además, con respecto de las tierras confiscadas (según las prácticas de los repartimientos), se ordenó que fueran reconsideradas con el fin de que los indios pudieran conservar las propiedades necesarias que les permitan vivir libremente, prohibiéndose el trasladarles a lugares que sean ajenos de sus regiones (Patrias) donde se habían asentado tradicionalmente. Previo a ello, Carlos por ser consciente de la importancia de las Américas, fundó el Consejo de Indias en 1524 para hacer frente a las complejidades de las posesiones de ultramar del Reino de Castilla, y previo a instaurar los virreinatos, estableció una Real audiencia para administrar la justicia. 

"La Reina. Presidente e oidores de la nuestra Audiencia e Canchillería Real de la Nueva España. (...) Porque así como tienen los naturales necesidad de ser atraídos a nuestra fe con verdad y amor, así después que son miembros de la iglesia hay menester muchas veces algún piadoso castigo, porque de su natural condicion son tan descuidados aun en lo temporal, cuanto más en lo espiritual, que siempre han menester espuela, ni quieren venir muchos a la doctrina ni hacer otras cosas que la religión cristiana los obliga, si no son a ello compelidos, de cuya causa los religiosos en tiempo pasado usaron de esta compulsión, y entre ellos todavía hay harta idolatría, sacrificios y supersticiones. (...) Por ende yo vos mando que veáis el dicho capítulo que desuso va incorporado y haréis en nuestro nombre una instrucción de las cosas y casos de que el dicho obispo y las personas a quien él lo cometiere pueden conocer y castigar (a) los indios que cometieron excesos. Y para ello les dad todo el favor que convenga, de manera que cesen los delitos e inconvenientes que el dicho obispo escribe, y en los casos que no hubiere él de conocer, tened vosotros continuo y especial cuidado de los inquirir y castigar."
Isabel de Portugal, 1538

Con el descubrimiento de grandes yacimientos de plata en el norte de México en la década de 1540 y en 1545 en Perú en Potosí, los asesores de Carlos instaron a la regulación de la minería y aseguraron que los lingotes fueran dirigidos a las arcas de la corona, incluso permitiendo a los indios la potestad de poseer minas y explotarlas. También autorizó la compra de tierras a los indios, pero ordenando que haya siempre un Oidor asistiendo de que se haga con justicia y evitar que se le quite sus tierras al indio o se les impida trabajar en estas, además de exigir que se le devolviera sus tierras expropiadas injustamente a los nobles locales.

"Por la cual damos licencia y facultad a todos y cualquier indio que las provincias sujetas a la audiencia real del Perú, para que libremente pueda tomar y tener minas de oro y plata, y labrarlas en las dichas provincias, según lo hacen y pueden hacer los españoles que en ella residen [...] con tanto que ningún Español ni Cacique no tenga parte ni mano en la mina que ansi el tal indio e indios tuvieren".
Felipe II, 1551

Ejemplo de esta preocupación jurídica española fueron la promulgación de leyes (desde los virreinatos) en las que se contemplo para el Reino de Chile una disposición de 1580 para que se guarden las leyes y las costumbres indígenas, algo que dispondrían otras regiones de la colonia, como la Nueva España el 12 de julio de 1530 exigiendo que se guarde sus buenos usos y costumbres en lo que no fueren contra nuestra religión christiana. También ordenanzas que prohibían qué se le quite a los indígenas sus propiedades, bajo la excusa de que fuesen idólatras o incivilizados, obligándoseles a restituyan lo robado según la ley de España. Como el caso de los funcionarios del Virreinato del Perú durante las guerras hispano-incas.

"Ordenamos y mandamos, que las leyes y buenas costumbres, que antiguamente tenían los Indios para su buen govierno y policia, y sus usos y costumbres observadas y guardadas después que son Christianos, y que no se encuentran con nuestra Sagrada Religión, ni con las leyes de este libro... se guarden y executen, y siendo necessario, por la presente las aprobamos y confirmamos"
Cédula del 6 de agosto de 1555

“Se determinó que si obo alguno o algunos que pensaron que hera buena y justa la guerra, lo qual no es de cierto que obiese alguno destos, pero si lo obo que con esta ignorancia le parecía que podían quitar a los indios lo que tenían por ser ydolatras o comer carne humana o sacrificar hombres o por otras razones semejantes o aparentes que le movuese a pensar ser la guerra licita… si obo algunos que por ignorancia les parecía que podían quitar a los indios lo que tenían, serán obligados a restituir la parte que les cupo de los robos, no lo habiendo gastado durante aquel tiempo que creían ser buena la guerra”.
Gerónimo de Loayza, 1560

También, en el Virreinato de Nueva España, destacó la labor del oidor de la segunda Real Audiencia de México y obispo de Michoacán, Vasco de Quiroga (que previamente había sido parte del cuerpo de Letrados de la Corte de los Reyes Católicos, ligado a la administración de justicia), quien fundó escuelas, colegios y sanatorios para los naturales, así como sus famosos pueblos-hospitales (Pueblo de indios con capacidad de autoabastecimiento económico) con el objetivo de proteger y ayudar a las poblaciones autóctonas para lograr su desarrollo social y recuperación física. Esto fue debido a su sensibilidad por la población indígena, su preocupación por las letras y la educación y su deseo de cumplir el testamento de Isabel la Católica en cuanto a la curación y sanación de los enfermos, así como en la enseñanza del indio de buenas costumbres. Llegando a publicar múltiples obras enfocadas en el indio y llena de recomendaciones, consejos y derechos y leyes para lograr proteger la dignidad de la vida indígena. También fundando el Colegio de San Nicolás de Pátzcuaro para consagrar su labor pedagógica por medio del primer Seminario de América.
Además, la legislación española buscó corregir lo que consideraron Malos usos señoriales entre los Caciques con sus Siervos indios ordinarios, por ejemplo, prohibir los Sacrificios humanos en la América precolombina, la Esclavitud de indios, la entrega de hijas como Tributo, etc de «excesos de los caciques» que practicaban desde tiempos prehispánicos y eran consideradas como Despotismo y Tiranía, buscando proteger a los indios plebeyos del común. A su vez que se hicieron una serie de privilegios reconocidos a los nobles indios (según derechos que ya tenían en tiempos prehispánicos y siguió siendo reconocido como representantes de las comunidades indias), mientras que la Corona se consideraba como garantes de sus derechos señoriales (incluso prohibiendo inicialmente que mestizos sean caciques, por miedo a que sean títeres de los españoles, así como por ordenar que se restituyan los cacicazgos que fueron usurpados por los conquistadores españoles, algo que era ilegal). Tales privilegios están en el Título VII, del Libro VI de las Recopilaciones, donde se incluía recibir una educación de alta calidad, recibir rentas de la Monarquía Española, reconocerle participación en el Sistema señorial, etc.

"Algunos naturales de las Indias eran en tiempo de su infidelidad caciques y señores de pueblos, y porque después de su conversión a nuestra santa fe católica, es justo que conserven sus derechos, y el haber venido a nuestra obediencia no los haga de peor condición."
Felipe II, Real Cédula del 26 de Febrero de 1557

Durante el 3 de julio de 1549, Carlos I dio órdenes al Consejo de Indias para paralizar todas las conquistas, con tal de asegurar con certeza que España y sus súbditos estuvieran actuando según la recta moral, siendo así que se detuvo cualquier proyecto para penetrar al continente americano hasta 1556. Esto fue debido a la aparición de cuestiones filosóficas, mayormente por los juristas católicos y filósofos del derecho escolásticos, presentando el dilema de si la Monarquía Hispánica tenía el derecho moral para conquistar legalmente las Indias. Así, se dio un fuerte cuestionamiento a la legalidad de los títulos españoles en América (sobre todo en cuanto a su propiedad de los territorios), ya no reduciéndose la cuestión al mal trato y la explotación de los indios, sino a una cuestión total a la presencia misma de los españoles en América junto a su derecho de gobernar. Años antes, desde 1542, se andaba formando una crisis moral en el gobierno hispano debido a la colonización española en América, debido a que la Corona de Castilla fue abrumada constantemente por denuncias monstruosas de abusos, sobre todo por parte de las conquistas en el Perú y las realizadas en el Nuevo Reino de Granada, lo que generaría angustias en miembros de todos los Estamentos, incluido los prelados y caballeros dentro de la Nobleza española. Así, Carlos I, influido por las reflexiones de Francisco de Vitoria y la Escuela de Salamanca, junto a la presión de los misioneros como Bartolomé de las Casas, quiso tener la seguridad de que su poder era irreprochable o disponerse a abandonar los territorios. Por lo que se ordenó parar todas las empresas militares en los dominios de ultramar hasta que una junta de sabios dictaminara sobre la forma más justa de llevarlas a cabo, considerándose seriamente el abandono total o parcial del Nuevo Mundo hasta que se resolviera la duda imperial al respecto de como evitarse en el futuro la posibilidad de descubrimientos abusivos, conquistas avasalladoras y colonizaciones depredadoras que se basaran en la explotación opresiva de la mano de obra indígena. Finalmente, esto se realizó en la Junta de Valladolid, del cual surgirían concepciones sobre los Derechos humanos de los indios acorde al Derecho natural Tomista, siendo la Monarquía Hispánica una pionera, tanto en la teoría y en la praxis, sobre como abordar el respeto hacia el conquistado. Teólogos y juristas de todas las partes del imperio empezaron a llegar a la capital, presentándose las mejores almas de España, como Domingo de Soto, Bartolomé de Carranza, Melchor Cano, y también Pedro de la Gasca (el primer pacificador del Perú tras las Guerras civiles entre los conquistadores del Perú) junto a los jurisconsultos del Consejo de Indias. Bartolomé de las Casas defendería que las guerras de conquista eran injustas, mientras que Juan Ginés de Sepúlveda defendería lo contrario. El tribunal tras largos debates, votó y empató, por lo que no hubo sentencia oficial, pero sí varios informes vinculantes en los que el fin era que se asegurara que el trato que se confería a los nativos era correcto. Fue la primera vez que los reyes y los teólogos se plantearon que los hombres tienen derechos fundamentales por el mero hecho de ser hombres (Ius gentium), derechos de la Ley eterna que son anteriores a cualquier ley positiva escrita en los tratados. Nunca antes un pueblo europeo se había preguntado con tal profundidad dónde acaban los derechos propios, los derechos del vencedor, y dónde empiezan los derechos ajenos, los del vencido. Nunca el poder se había sometido de tal manera a la filosofía moral.
Finalmente, tras los incesantes debates en la Junta de Valladolid por los derechos del indígena, se terminaron promulgando las Leyes Nuevas, luego de darse un compromiso entre la postura del fray Bartolomé de las Casas y Francisco de Vitoria (acción misionera), en contraste con la de Juan Ginés de Sepúlveda (conquista evangelizadora), concluyéndose que los naturales poseían Derechos naturales con libertades propias del Ius gentium que venían reconocidas desde la concesión pontificia del Tratado de Tordesillas (no pudiendo ser esclavizados, si no vasallos libres), pero a su vez, la monarquía española tenía posesión legítima de la soberanía temporal de los indios y sus tierras tras la conquista, y que por tanto, era legitimo la acción militar, siempre que fuera por medio de la Guerra justa. Así, España no abandonó las Indias, en gran medida basándose en los dichos de Vitoria: “Después de que se han convertido allí muchos bárbaros, ni sería conveniente ni lícito al príncipe abandonar la administración de aquellas provincias”. Por lo tanto, se mantuvo el dominio español como Sepúlveda reclamaba, pero se reconoció que los indios eran personas con derechos propios como De las Casas abonaba, junto a la bula papal Sublimis Deus de 1537. Ante ello, ya no se hablaba de conquista, sino de pacificación, por lo que se reanudó la urbanización, con instrucciones específicas para evitar daño a los indios. Las regulaciones sobre como deber actuar en el futuro, en materia de descubrimientos y de colonizaciones, fueron las siguientes:

-En los descubrimientos: Se harían con licencia de la Audiencia y llevando al menos un religioso designado por ella. En estos viajes se prohibía hurtar los bienes a los naturales y tomar éstos por la fuerza, salvo algunos de ellos que quisieran ir por intérpretes. Ningún Virrey ni Gobernador emprendería por su cuenta nuevos viajes de descubrimiento. Ni por mar, ni por tierra.

-En las colonizaciones: Se prohibirían las encomiendas a partir de la primera vida; se darla libertad a los indios esclavos (se prohibía hacerlos esclavos en el futuro); se ordenaría una revisión de los repartimientos de indios (a las Audiencias) para que pasaran a la Corona aquellos que algunos españoles tenían en exceso; se traspasarían a la Corona todos los indios que los particulares tenían sin título legítimo; se prohibiría cargar a los naturales (salvo donde fuera inexcusable); se impondrían tasas moderadas en tributos y servicios; se suprimirían totalmente las tasas y tributos en aquellos lugares donde los indios habían sido objeto de una feroz explotación (Las Antillas).
Carlos I de España

Cuando se hizo evidente que era importante establecer el control real, Carlos buscó socavar el poder creciente de una elite de conquistadores, sobre todo a los Encomenderos a los que se les otorgaron concesiones personales de mano de obra indígena a perpetuidad (Encomienda), mediante la promulgación de las Nuevas Leyes de 1542, que puso fin a los derechos de los titulares de las concesiones en perpetuidad. Sin embargo, se dieron levantamientos (como la Guerra de los Encomenderos del Perú), por el que incluso autoridades como el virrey Blasco Núñez Vela darían su vida por el cumplimiento de estas leyes, que fueron vistas como una declaración de guerra para los Encomenderos que no querían liberar a sus indios. Finalmente la represión fue organizada por Pedro de la Gasca, a quien Carlos concedió amplios poderes para restablecer la autoridad real.
Tras la abdicación del rey Carlos I de España, este dejaría en sus Instrucciones de Palamós para Felipe II de España lo siguiente con respecto al Reinos de Indias:

"Y en cuanto al gobierno de las Indias, señaladamente tened gran cuidado y solicitud de saber cómo pasan las cosas de allá, y de asegurarlas por el servicio de Dios, para que sea servido y obedecido como es razón, con lo cual los indios serán bien gobernados y con justicia, y la tierra se tornará a poblar y a rehacerse aquellas provincias, y para que se restauren y reformen las opresiones pasadas y daños de las conquistas y largas guerras, y de los que han recibido de otros personajes y conquistadores, asimismo de algunos que han pasado a ellas con cargos de autoridad, de los cuales so color de esto y con mano poderosa, y como remotos y apartados de su rey, y de quien le duele como tal con sus dañadas ambiciones y codicias, han hecho y hacen notables excesos, estragos y malos tratamientos a los indios, y para que sean amparados y sobrellevados en lo que fuese justo, y tengáis sobre los dichos conquistadores la autoridad, superioridad y preeminencia que es justo"

## Los derechos indígenas y el contexto de las leyes
Las primeras compilaciones de leyes indianas se hicieron desde la segunda mitad del siglo XVI, y llevaban el nombre de "Cedularios". Para el desarrollo previo a una Recopilación de las Leyes de Indias de carácter general, fueron de vital importancia las contribuciones de Diego de Zorrilla, Rodrigo de Aguiar y Acuña, Juan de Solórzano y Pereyra y Antonio de León Pinelo. Siendo relevantes la recopilación de 1563 sobre las leyes dictadas para la Nueva España, por orden de fecha (empezando por 1525), realizada durante la gestión del virrey Luis de Velasco (por orden de Felipe II de España en 1560), tras ser encomendada tal labor a la persona de Vasco de Puga, el fiscal de la Real Audiencia de México, imprimiéndose en la Ciudad de México con el nombre de "Cedulario de Vasco de Puga", junto a la colaboración del redactor Diego de Zorrilla, la revisión de Rodrigo de Aguiar y Acuña y la publicidad de Antonio de León Pinelo a los 4 primeros libros para ayudar a su revisión. Proyecto similar intentaría el Virrey del Perú, Francisco de Toledo, aunque sin poder terminarse.
Sin embargo, la persona de Juan de Ovando y Godoy obtendría una importancia irremplazable por ser quien empezó el movimiento codificador del Derecho Indiano, como consecuencia de su visita al Consejo de Indias en 1571, del cual hizo esfuerzos por mejorar su eficiencia de tal institución cuando obtuvo la Presidencia en ambos Consejos, del de Indias y el Consejo de Hacienda (siendo algo excepcional para la Historia del Imperio español). Sobre la base de esos trabajos, que eran de alcance parcial, a mediados del siglo XVII se inició la elaboración de una recopilación de todas las leyes aprobadas por el monarca español y el Consejo de Indias para América. La labor de ordenamiento y compilación demoró más de cuarenta años, finalizando en 1680 con la promulgación de la Recopilación de leyes de los reinos de las Indias. Destacó en su cabeza la Ley I del Título X, del Libro VI (referido al buen tratamiento de los Indios), una promulgación, del rey Carlos II de España, que proclama lo siguiente sobre el respeto a los indígenas:

«Cuando nos fuera concedida por la Santa Sede Apostólica las Islas y Tierra Firme del Mar Oceano, descubiertas y por descubrir, nuestra principal intención fue al tiempo que lo suplicamos al Papa Alejandro VI, de buena memoria, que nos hizo la dicha concesión de «procurar inducir y traer los pueblos de ellas, y los convertir a nuestra santa fe católica, y enviar a las dichas islas y Tierra Firme, Prelados y Religiosos, clérigos y otras personas doctas temerosas de Dios para instruit los vecinos y moradores de ellas a la fe católica y doctrinar y enseñar buenas costumbres» (...) Suplico al Rey mi Señor, muy afectuosamente y encargo y mando a la Princesa mi hija y al Príncipe su marido, que así lo hagan y cumplan y que este sea su principal fin y en ello pongan mucha diligencia, y no consientan ni den lugar a que los indios vecinos y moradores de las dichas Islas y Tierra Firme, ganados y por ganar reciban agravio alguno en sus personas y bienes: mas manden que sean bien y justamente tratados, y si algún agravio han recibido, lo remedien y provean de manera que no se exceda cosa alguna lo que por las letras apostólicas nos es inyungido y mandado»
Carlos II de Habsburgo

### Cédula Real de Carlos II
Finalmente, el Licenciado Fernando Paniagua concluyó el arduo trabajo, auxiliado por las bases que heredo del proyecto de sus predecesores, publicándose el 18 de mayo de 1680 por el rey Carlos II de España, nombrándose como "Recopilación de las leyes de los Reinos de Indias".
La Cédula Real consta de 330 páginas, promulgada el día 1 de noviembre de 1681.

Por cuanto habiendo sido informado de la grande falta que hacía para el gobierno de mis Reynos y Señoríos de las Indias Occidentales, Islas y Tierra Firme del Mar Océano, la Recopilación de Leyes , que por mandato de los señores Reyes mis Gloriosos Progenitores, se había comenzado, y continuado hasta este tiempo, en que por la gracia de Dios se ha acabado. Y habiéndoseme consultado y suplicado por el Consejo de Indias les diese la autoridad, fuerza y virtud, (en) cuanto necesitan las Leyes ser publicadas, cumplidas y ejecutadas, como conviene.  Y porque asimismo es conveniente, que toda esta materia corra, y tenga la última perfección por el Tribunal que le dio principio, por la presente ordeno, y doy licencia, y facultad para que por cuenta, y disposición de mi Consejo de las Indias (autorizo que) cualquier Impresor de estos Reinos pueda imprimir el Libro de la dicha Recopilación de Leyes, incorporando en él las Cédulas, Provisiones, Acuerdos, y Despachos que convengan, y sean necesarios para el gobierno, y administración de Justicia, Guerra, y Hacienda, y todas las demás materia, que tocan, y son de la jurisdicción y cuidado del dicho Consejo de las Indias, y convenientes para el despacho de los negocios. Y mando, que ningún Impresor, ni otra cualquier persona pueda imprimir, ni vender la dicha Recopilación sin particular licencia de los del dicho mi Consejo, al cual se la doy, y concedo, para que sin limitación de tiempo pueda hacer las impresiones que le pareciere, y tuviere por necesarias, y tenga a su cuidado el avío, distribución, y recaudación de los Libros que le repartieren, y beneficiaren en estos Reynos, y los de las Indias: y el Impresor, o personas, que sin dicha licencia imprimieren, o vendieren la dicha Recopilación, caigan, e incurran en pena de quinientos ducados, y los Libros perdidos, por la primera vez: y por la segunda, las mismas penas, y destierro de estos Reynos, y de las Indias, donde se contraviniere a lo ordenado, y mandado por esta mi Cedula. Fecha en San Lorenzo, a primero de Noviembre de mil y seiscientos y ochenta y un años.

Por mandato del Rey nuestro Señor. 
Don Francisco Fernández de Madrigal.
Carlos II

### Desarrollo Posterior y Aplicación
Al poco tiempo de su promulgación, la recopilación de 1681 se presentó con una necesidad de actualizarse ante la numerosa legislación que se había promulgado durante y después del desarrollo de la compilación. Con el correr de los años se fue acumulando un inmenso material legislativo promulgado con posterioridad a la Recopilación, lo que hizo necesario realizar nuevas compilaciones de leyes, que sólo tuvieron un alcance parcial y no alcanzaron a abarcar toda la legislación indiana. Además, la Recopilación y las adiciones que se le hicieron durante el siglo XVIII no abarcan todo el corpus legislativo indiano, puesto que dejan fuera a las disposiciones adoptadas por las autoridades coloniales en América.
El 6 de junio de 1803, se emitiría una Real Cédula para proteger el patrimonio arqueológico y monumental, incluido el de carácter histórico para las Indias.
Para Manuel Fraga, doctor en Derecho y catedrático en Derecho Político y Teoría del Estado y Derecho Constitucional, las Leyes de Indias «por encima de todas las fragilidades de toda obra humana constituyen un monumento de los que honran a sus autores».

«El Imperio español no fue, respecto de las poblaciones indígenas, ni de exterminio ni de aislamiento, sino de atracción moral e igualdad jurídica (...) Su rasgo característico es, precisamente, ése y su título de gloria inmaculada en el propósito de las leyes, manchada en la realidad contra el tenaz impulso de ellas, impotente para abarcar la magnitud del territorio e impedir a la condición humana la frecuencia y facilidad del abuso».
Niceto Alcalá Zamora

Con respecto al cumplimiento de las leyes de indias en la sociedad hispanoamericana, si bien se registran casos de incumplimiento debido a la corrupción política, aquellos no demuestran que se incumplieran sistemáticamente. La larga distancia de los virreinatos con la Corte no fue un inconveniente para su implementación y supervisión de las leyes. Para ello fue importante el papel de la autoridad de la Iglesia Católica y sus Órdenes religiosas, los cuales tenían un papel importante en la organización social de los virreinatos (por tener mucha colaboración con las altas autoridades civiles, tenían deberes no solo evangelizadores, sino también de observancia de la ley) y fueron lugares de cobijo y seguridad para el indio, sancionado por el Papa Paulo III y su amenaza de excomulgar a quienes no respetaran el derecho del indio. Destacando personajes como Bernardino de Minaya o Toribio de Benavente.

“Encargamos a los Prelados y Eclesiásticos, y mandamos a todos nuestros Ministros y personas Seculares de las Indias, que tengan a su cuidado avisar y advertir a los Protectores, Procuradores, Abogados y Defensores de Indios, si supieran que algunos están debajo de servidumbre de esclavos en las casas, estancias, minas, granjerías, haciendas y otras partes, sirviendo a españoles o indios”.

También fue de gran importancia los informes que se hacían constantemente a la Corona sobre la situación en América, haciendo que se castigue (con la prisión o la muerte) a figuras muy importantes para el estado español, como los conquistadores Cristóbal Colón, Gonzalo Pizarro, Francisco de Carvajal, quienes fueron reemplazados por otros funcionarios nombrados por la monarquía para procurar en el cumplimiento de las leyes de indias, como fueron Nicolás de Ovando,Pedro de la Gasca, Diego Centeno. A su vez figuras notables en los virreinatos, como Hernán Cortés, llegarían a ser procesados por múltiples denuncias a través de los Juicio de residencia, y solo quedando absueltos tras defenderse de múltiples cargos y acusaciones en juicios que demoraban como 20 años. Aquel rigor ante las figuras de poder hispanoamericanas se aplicaría con los pobladores y súbditos ordinarios.
Además, se sabe que varias cédulas a favor de los indios tuvieron cumplimiento sistemático. Ello se consta debido a que se presentan menciones de tales aplicaciones en varios documentos virreinales donde fuesen citados los documentos por gobernadores y Caciques. Por ejemplo, durante todo el Siglo XVI se muestran referencias del acatamiento de la Real Cédula del 6 de agosto de 1555 sobre la conservación de las costumbres indígenas. También de cédulas ordenando que se respeten los privilegios de los nobles indios.

«Que en cumplimiento de lo que está mandado parece que a los indios se les guarde sus usos y costumbres que no fueren contrarias a la religión y buenas costumbres y provea lo que convenga sobre si eligirán justicia los indios del Marqués del Valle. Año 56, en agosto, libro Nueva España. Y, folio 144»
CODOUL, tomo XXI, p. 323

El historiador venezolano, Caracciolo Parra Pérez, hizo el siguiente análisis, usando de muestra a la dinámica social de la Capitanía General de Venezuela.

“El resultado de la investigación, concretada a Venezuela, que en este libro se emprendió, puede sintetizarse en cierto número de negaciones, que se entregan a la meditación de los críticos de nuestra historia: No es cierto que los indios hayan sido destruidos sistemáticamente por los españoles. La conquista fué dura y terrible para algunas tribus, que se defendieron heroicamente durante un siglo contra el invasor; pero los indígenas sometidos tuvieron en Venezuela mejor suerte que en otras colonias europeas. No es cierto que el Gobierno mirase con desdén a los criollos y les mantuviese en estado de inferioridad respecto a los españoles europeos. No es cierto que los criollos estuvieran privados de los cargos y honores públicos. No es cierto que la justicia haya sido siempre arbitraria y siempre administrada contra los venezolanos. No es cierto que España alentara la separación de castas, aunque de toda evidencia tal separación era entonces el mejor medio de mantener la paz pública. No es cierto que la metrópoli pusiera deliberadamente toda suerte de obstáculos al establecimiento de industrias y al desarrollo del comercio. No es cierto que los criollos hayan estado condenados a la ignorancia más abyecta. No es cierto que los venezolanos hayan vivido trescientos años sobrecogidos de terror ante la Inquisición y bajo un gobierno teocrático, inspirado por curas y frailes. No es cierto, a juzgar por la irrisoria suma que los colonos pagaban al tesoro y por la cuerda distribución del impuesto, que aquéllos estuviesen agobiados por el peso del fisco arbitrario y excesivo. No es cierto que la sociedad venezolana del siglo XVIII, que viajeros distinguidos o ilustres apreciaron, fuera atrasada, pobre y aun grosera, como se ha pretendido, en relación con la de gran número de países europeos. No es cierto que el Capitán general fuese un déspota sin normas constitucionales, que obrara según sus caprichos, ni que el gobierno colonial fuese un sistema de bárbaros. No es cierto que las libertades municipales, base de las demás y acaso las únicas efectivas, cesaran de existir, y que el Ayuntamiento, fortaleza criolla, haya acabado por plegarse completamente ante el poder político. No es cierto que el Gobierno de la colonia dejara sin resolver los principales problemas de la administración, ni que ésta se caracterizase por la corrupción y el abandono de la cosa pública. La prosperidad innegable que reinaba en Venezuela cuando estalló la Revolución, proporcionada, naturalmente, a los recursos del país y a su población, y comparada al estado de las demás colonias europeas contemporáneas, es, al contrario, argumento muy poderoso en favor de la eficacia administrativa del régimen. En resumen: el estudio imparcial de los hechos, del medio y del período histórico conduce, en Venezuela, a absolver a los españoles y, en muchos casos, a elogiar su cordura y clarividencia. La opinión de Baralt sobre el sistema político y el mecanismo administrativo de la Capitanía puede tenerse, en general, como justa, y coincide con la de [Francisco] Depons y otros observadores directos. Los calificativos de despótico, retrógrado, inerte y antiamericano que se acostumbra a dar a aquel régimen, son temerarios e inconsistentes. En todo caso, las acusaciones a España por tiranía sistemática y mala gestión de los negocios públicos, podrían formularse con mayor equidad contra otros Estados colonizadores de aquella época y aún de épocas posteriores. Y en cuanto a principios puros, es cosa comprobada que las leyes de Indias eran superiores a las análogas que entonces observaban, o no observaban, las demás naciones”.
Vid. Parra Pérez, Caracciolo. El Régimen Español en Venezuela. Ob. Cit, p.p. 273-276.

## Composición
Se dividen en 9 libros donde se tratan los siguientes asuntos:
- Libro 1: Refiere a los asuntos religiosos, tales como el regio patronato, la organización de la Iglesia, la cultura y la enseñanza.

- Libro 2: Trata la estructura del gobierno indiano con especial referencia a las funciones y competencia del Consejo de Indias y las audiencias.

- Libro 3: Resume los deberes, competencia, atribuciones y funciones de virreyes, gobernadores y militares.

- Libro 4: Concierne al descubrimiento y la conquista territorial. Fija las normas de población, reparto de tierras, obras públicas y minería.

- Libro 5: Legisla sobre diversos aspectos del derecho público, jurisdicción, funciones, competencia y atribuciones de los alcaldes, corregidores y demás funcionarios menores.

- Libro 6: Trata la situación de los indígenas, su condición social, el régimen de encomiendas, tributos, etc.

- Libro 7: Resume los aspectos vinculados con la acción policial y de la moralidad pública.

- Libro 8: Legisla sobre la organización rentística y financiera.

- Libro 9: Refiere a la organización comercial indiana y a los medios de regularla, con especial referencia a la Casa de Contratación.

“El libro VI, sobre los indios, contiene lo principal de la legislación protectora, que promovió su incorporación a la cultura cristiana. Fue el resultado de la tenaz campaña en su favor de los misioneros, obispos y buenos gobernantes de la Nueva España y otras regiones. Ha sido objeto de general alabanza”.
José Bravo Ugarte. Instituciones Políticas de la Nueva España (p. 19). JUS, México, 1968

A su vez, en base al principio de los tratadistas indianos de que el derecho parte de los hechos y no de las ideas, se establecieron las siguientes reglas para el acatamiento de las leyes de Indias:
- El derecho natural (la esencia Metafísica de la ley por el mero hecho de ser personas reales en un Orden natural de justicia) esta por encima del derecho positivo (la ley escrita en materia, que se deduce de la ley natural para plasmar un marco de justicia formal).
- La tradición (Derecho consuetudinario), basándose en ciertos requisitos de la Moral, prima sobre la ley.
- Una ley futura corrige a una del pasado.
- Una ley promulgada para un caso, se debe aplicar también para los que sean análogos o similares.
- La ley especial prima sobre la ley general.

## Beneficios Laborales
● La Ley de las 8 horas:
Por la Ley VI de 1593 el rey Felipe II de la Casa de Austria decreta en sus dominios que:

“Todos los obreros trabajarán 8 horas cada día, cuatro en la mañana y cuatro en la tarde en las fortificaciones y fábricas que se hicieren, repartidas a los tiempos más convenientes para librarse del rigor del Sol, más o menos lo que a los Ingenieros pareciere, de forma que no faltando un punto de lo posible, también se atienda a procurar su salud y conservación”.
Felipe II, 1593

- En el segundo tomo, libro III, título VI, Ley VI (“Que los obreros trabajen ocho horas cada día repartidas como convenga”) se establece esa jornada para el trabajo en la elaboración de fortificaciones y fábricas, formalmente, la jornada se aplicaba para la construcción de fuertes y palacios de la Corona española.[45]

## "Se acata, pero no se cumple"
La fórmula de "la ley se obedece, pero no se cumple" fue un aforismo mencionado con mucha frecuencia durante la aplicación del derecho indiano. Aquello ha generado, en la historiografía jurídica moderna (influenciados por el Positivismo o el Racionalismo), una creencia de que las autoridades americanas estaban en constante rebeldía con los mandatos de la Metrópoli, y que solamente las leyes indianas fueron cumplidas, en ocasiones raras, a pesar de malos gobernantes que evitaban su aplicación en lo posible, dándose una imagen de que la Hispanoamérica colonial fuese un lugar con total desprestigio de las leyes y un ejemplo de la Corrupción política de los países hispanos. Sin embargo, aquello sería un malentendido del verdadero significado de esa fórmula política (causado por una mirada modernista de tal aforisma que pertenecía a un orden jurídico distinto al usado por los procesos judiciales de la época contemporánea), en donde la ley era un elemento más de varios que constituyeron el orden jurídico de la realidad indiana, y por el cual, el legislador respetaba el deber de que se cumpliera las normas del derecho natural, pero no las leyes positivas que pudieran haber sido decretadas por la ignorancia mental de algún jurista con la realidad americana (en gran medida por los problemas de comunicación por las largas distancias o informes imperfectos de la situación), siendo leyes ilegítimas en tanto que no se adecuaban a las costumbres locales o las necesidades sociales en la realidad concreta. Si bien hubo casos de incumplimientos maliciosos de la ley para retrasar o mandar al olvido la emisión de una ley, esta frase sería más bien la reivindicación de un derecho en los ejecutores de la ley para omitir el cumplimiento de algún mandato ilegítimo, basándose en una oposición que tenga fundamentos justos, ya que todas las autoridades (como el rey y sus funcionarios) tenían el poder de enmendar una decisión errónea. Siendo complementario al derecho fundamental de los súbditos (sujetos a la ley) para hacer uso del recurso de suplica para que se cumpla o se establezca una ley que sea justa y necesaria, con lo cual se daba una protección psicológica a los súbditos gobernados, y garantías a los gobernadores de poder revisar leyes que pudieran contradecir las necesidades de la comunidad o adolecieran de vicios contrarios al derecho natural (pero siempre todo bajo pedido de las partes interesadas, no por arbitrariedades, para cumplir el pacto entre vasallo y soberanos con beneficios mutuos). Siendo sintetizada por la frase de Calderón de la Barca, en su obra La vida es sueño, en el que se menciona la frase "En lo que no es justa la ley no ha de obedecer el Rey". Tendría fuertes bases esta costumbre en las Siete Partidas, en el que se encontraba lo siguiente sobre el control de la juridicidad:

"Si contra derecho comunal de algún pueblo, o a daño del fueren dadas algunas cartas, non deben ser cumplidas las primeras. Ca non han fuerza, porque son a daño de muchos; más debenlo mostrar al Rey, rogandole, e pidiendo merced, sobre aquello que les envía a mandar en aquella carta. Empero si después el Rey quisiere, en todas guias, que sea, deben cumplir lo que el mandare."

El no obedecer una ley, por motivos de rebeldía de los súbditos o malicia de los ejecutores de la ley, se consideraba una acción ilegal y podía ser algo penalizado como un delito. Solo era legítimo la oposición a una ley que estuviera reglamentada por el derecho (contrastando el decreto con la realidad concreta), en tanto que era legal oponerse a leyes que pudieran perjudicar al Bien común o causasen daños mayores que los que pretenden remediar.  La potestad para suspender alguna ley se basaría en evitar la injusticia, pero siempre teniendo que reconocer su acatamiento como obligación de reconocer la autoridad legítima del rey y sus funcionarios (entonces, jamás desconociéndose la autoridad del poder legítimo de los legisladores, ni desconociendo la jurisdicción del reino), y más bien, permitiendo que la monarquía española pudiera enmendar sus mandatos y hacerlos más justos y viables ante leyes y decretos que fueran contra el derecho y las partes involucradas.

"La obediencia y el no cumplimiento subsiguiente de la ley no era una corruptela que diese aparente legalidad a una situación anárquica de hecho, caracterizada por el desprecio de las disposiciones del monarca y el 'espíritu de soberbia' de los súbditos. Constituía un verdadero recurso por vicio intrínseco de legitimidad, y como tal legislado por las leyes castellanas".
GARCÍA GALLO, "La ley como fuente ... " cit., 102.

Sin embargo, a diferencia de la España peninsular, en las Indias estaba prohibido invocar la fórmula del "se obedece, pero no se cumple" si se entendía como la "suspensión de una norma hasta que llegara la respuesta del rey" (practicado en el derecho medieval castellano para comunicar al rey que una real cédula era injusta, no se ajustaba al derecho o tuviera un defecto formal de procedimiento, esperando su respuesta para derogarla o promulgar nueva ley que la revise), solo estaba permitido el incumplir una ley que pudiera conllevar un daño irreparable o escandaloso, o si el documento se basaba en una narración errónea de los hechos, siendo obligatorio el aducir uno de estos motivos (y fundamentarlo acorde a los hechos) para solicitar la suspensión de una ley al Consejo de Indias. Aquella mayor restricción a las autoridades americanas, frente a las castellanas, fue por las constantes denuncias de incumplimientos a los decretos reales en los primeros años de conquista, haciendo que se diera un fortalecimiento especial a los documentos de ley para proteger las Leyes de Indias.

“Los virreyes y las audiencias tenían autoridad discrecional en aquellas situaciones en las cuales los mandatos reales discreparan notablemente con las realidades locales o cuando su puesta en vigor pudiera crear una injusticia. Ellos podían suspender la ejecución de una ley, y lo hacían en una pintoresca ceremonia: el presidente besaba la real cédula e invocaba la fórmula “obedezco pero no cumplo”. Una vez aplicada la fórmula, la audiencia debía presentar al Consejo de Indias propuestas concretas en virtud de las cuales se pudiera mejorar o modificar la legislación suspendida”.
John Leddy Phelan

## Las Leyes en el virreinato de la Nueva España

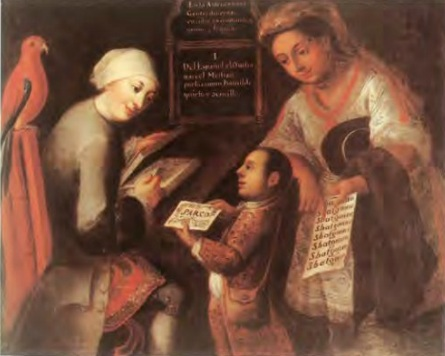
El Mestizo

En el Virreinato de la Nueva España, se aplicaron Leyes específicas, con el fin de regular la vida y el trabajo. 
En materia de trabajo se dictaron disposiciones que trataban de beneficiar a los indígenas, llamados naturales en esa época. Los intereses económicos de las clases altas se vieron perjudicadas si éstas disposiciones se aplicaron en su integridad.
Los siguientes puntos serían aplicados:
- Proteger a los menores, Ley 3.ª, Título 13°, Libro VI
- Reglamentar la duración del contrato de trabajo a 8 horas diarias, convirtiendo a España en el primer país del mundo en aplicar la jornada de 8 horas, adelantándose a Inglaterra por más de 200 años, Ley 13.ª, Título 13°, Libro VI
- Trato humano y justiciero en las relaciones obrero-patronales, Ley 13.ª, Título 5°, Libro VI
- Obligación de hacer los pagos puntualmente cada semana, con dinero y no en especie, Ley 12.ª, Título 15°, Libro VI
- Libertad de trabajo Además, se desarrollaron ciertos derechos regionales análogos a los poseídos por los españoles de Europa (y que aun no se habían generalizado en la península), como la Ordenanza de Intendentes de 1786,[50] por el que se otorgaba a los indios el derecho para escoger anualmente (en los pueblos cabeceras) sus propias autoridades.[4]

Además, los indígenas tenían la protestad de escribirle al Rey de España con sus lenguas nativas (predominantemente el Náhuatl como lengua franca, pero también el Mixteco, Zapoteco, etc) con solicitudes para mantener sus tierras, su estatus, e incluso un salario perpetuo (sobre todo los que descendían de Indios auxiliares de la conquista). La nobleza indígena llegó a recibir asesoramiento y lograron ser tratados como un noble más del Reino de Castilla, solicitándole a los funcionarios del imperio español que símbolos debían tener sus Escudos familiares, según su propia tradición indígena. Por ley, era tolerado y hasta promovido el uso de las lenguas nativas en las dinámicas de la sociedad colonial. Los españoles a su vez, tuvieron que recurrir a los especialistas indígenas para poder realizar alguna obra de infraestructura, y tenían un deber por ley de realizar obras de Servicio público a los súbditos de las comunidades indígenas (como el Acueducto del Padre Tembleque para transportar agua al pueblo de Otumba), del mismo modo que se hacía con los súbditos europeos. Aquel ennoblecimiento de los indígenas, y el reconocimiento de las aristocracias locales, simbolizaba las bases de la ley indiana en un pacto social entre los caciques indígenas y los Reyes Católicos para el desarrollo de un orden social favorable a los súbditos indígenas por la protección del monarca español.
Al desarrollarse la organización territorial de Nueva España, las leyes establecía que, siempre que los indios estuvieran al día con sus documentos legales, se pueda lograr una exoneración del tributo indígena o solicitar mercedes. Sobre todo, se reconocía a los indios el título de sus tierras, estando protegidos contra los intentos de usurpación de algunos españoles, por el que se darían varias disputas, por el que a través de sus autoridades (alcaldes y caciques) hacían llegar sus reclamos y denuncias ante las autoridades de la Real Audiencia. Además, las autoridades virreinales siempre debían realizar una investigación, antes de conceder alguna propiedad, para conocer si las tierras solicitadas podían perjudicar a los vecinos de la zona.
Por otra parte, se desarrolló una política sanitaria con los indios, dándose ordenanzas y reales cédulas para fundar instituciones hospitalarias con un fin de atender específicamente las necesidades físicas de los indios, destacando el Hospital real de indios de México, que a su vez ayudo a la evangelización de los indios y la reestructuración de sus comunidades, así como combatir las Epidemias traídas por las enfermedades de los europeos. Usualmente quedaron bajo la administración de los Dominicanos, Agustinos y Franciscanos.
Aunque se intento hacer un aumento drástico del tributo indígena, la Junta Superior de Real Hacienda de Nueva España declaró que no podía ser intención del rey el condenar a los naturales en una situación infeliz, "sino que se les exija el tributo que sus fuerzas puedan soportar con la suavidad y dulzura que tanto recomiendan las leyes", realizándose reducciones de carga fiscal para la República de indios al argumentarse que habría consecuencias graves de aumentar los impuestos sin que incrementase al mismo tiempo los jornales (sueldos) de los indios. El proceso para determinar los tributos a pagar por los indios, en una cantidad justa, se realizaba de 3 maneras:
1. La visita: Consistía en conocer las posibilidades económicas de los indígenas.
2. La cuenta: Consistía en saber su número.
3. La tasación: Trataba de fijar la clase y cuantía de los impuestos.

### En Filipinas
Las leyes fueron traídas por el 1.er obispo en las Filipinas, Domingo de Salazar (discípulo de Bartolomé de las Casas). Insistió en que el evangelio, lejos de despojar a los paganos, debía perfeccionarles junto a lo que ya tenían. Entonces, la libertad y el derecho a gobernarse a sí mismas las tribus indígenas, en paz y justicia, no debía ser impedida por la Corona Española si ciertas condiciones se instauraban (la de difundir el Evangelio y poner en práctica su mensaje a nivel político, siendo un deber según el Patronato real de Indias y el Iusnaturalismo tomista). Según las palabras de José Rizal, esto explicaba porque en los 300 años siguientes, los indígenas filipinos aceptaron la autoridad española, porque fueron tratados humanamente gracias a las Leyes de Indias. Siendo así, los frailes españoles en Filipinas protegerían a los indígenas de las pretensiones de los Encomenderos, dejándose reclutar voluntariamente en el Ejército de la Monarquía Española y algunas oficinas de gobierno aceptaron incluirlos. Sin embargo, se suscitaron imperfecciones tras los intentos del Imperio español en las Reformas borbónicas por secularizar sus dominios para tener un mejor control sobre la iglesia, relegando al clero compuesto por nativos de funciones de poder tras la Expulsión de los jesuitas y la Independencia de México, lo cual generaría problemas que no se resolverían hasta la Independencia de Filipinas.

## Las Leyes en el virreinato del Perú
Al respecto de las Leyes de Indias en el Perú, destaca la buena recepción (en el derecho indiano) de múltiples instituciones originadas por la tradición jurídica de los indígenas, por ejemplo: cajas de comunidad (basado en la Reciprocidad andina), el contrato de yanaconaje, la mita o trabajo por turnos, la comunidad organizada de los Ayllus (con sus implicaciones en la propiedad de la tierra), y el aprovechamiento de la organización del Imperio incaico, sobre todo por las Reformas hechas por el virrey Francisco de Toledo. Entre esas instituciones que rescataron los españoles, estaba también los Tambos, los cuales, tras el grave deterioro que sufrieron por las guerras del siglo XVI, se emitirían reales cédulas para que funcionen como en tiempos de Huayna Cápac. También se mantuvieron instituciones incaicas de carácter tributario, como los tocuirico bajo una reformulación colonial en el que velarían por la “pureza de costumbres, la limpieza de las casas y las calles del pueblo, la estricta observancia de la moral sexual, la prohibición de comer todos juntos en la plaza, en vez de hacerlo cada uno en su casa como hombres de razón, el control de la asistencia a la instrucción religiosa, etc", los quipus con el fin de contabilizar el inventario del ganado de la comunidad y la planificación urbana de las reducciones de indios, los chasquis bajo un modo de actuar que llegara hasta el Río de la Plata para ser informantes y traer correo sobre las provincias mas lejanas de la capital virreinal. Se busco mantener Pragmáticamente ciertas "Leyes del Inca" que ayudaran al buen gobierno, en cuanto a la vigilancia y control del orden social, entre esas disposiciones estaban las categorías de yanaconas, mitayos, hatunrunas.
En materia de garantía para condiciones sociales de vida digna, los virreyes peruanos, tras recibir informes de maltratos y explotación a los trabajadores de la Sociedad política indiana, hicieron múltiples esfuerzos por acatar el cumplimiento de las leyes indianas y el respeto al Derecho natural del indio y mestizo como persona humana:

he sido ynformado que a los yndios que sirven en los obrajes se les deben de sus jornales gran suma de pesos y se les pagan con papelillos y otras cosas de manera que se mueren muchos sin cobrar lo que se les debe y a ver que acuden
Marqués de Guadalcázar, 1622

- En 1664, el virrey Diego de Benavides consolido en el Virreinato del Perú la jornada de trabajo público (9-10 horas), el salario mínimo, y las excepciones al trabajo por sexo, edad y residencia. Así mismo ordenó que se clausurarán y destruyeran numeroso obrajes informales donde se explotaban a los indígenas por más de 14 horas y donde eran obligados a trabajar incluso niños.
- En los años 1668-1670, el virrey Pedro Fernández de Castro vuelve a restructurar el sistema laboral de los indios en las minas, haciendas y obrajes, para evitar que se les explote y abuse de ellos. También prohíbe que "los dueños de plantaciones, ingenios, minas y obrajes" obliguen a los niños huérfanos a trabajar en contra de su voluntad.
- En 1680, el virrey Melchor de Liñan ordenó que obligatoriamente los empleadores (mineros, encomenderos, hacendados, ganaderos y obrajeros) deben de expedir contratos laborales para todos sus trabajadores. El Gobernador también establece que los "miserables indios", que no estén sujetos a las mitas, tienen la libertad de cambiar de trabajo, si su emperador no cumple con pagarles su salario o les exija horas de trabajo adicionales que no hayan estado fijados en su contrato. En 1681 ordenó también la destrucción de varios obrajes que no cumplían con las ordenanzas y encarcela a muchos dueños de ingenios.
- En 1687 el virrey Melchor de Navarra prohibió que los empleadores de las haciendas y obrajes pagarán a sus trabajadores con utensilios, alimentos o cualquier tipo de mercadería, estableciendo que se les debía de pagar sus salarios correspondientes acordes a las tarifas establecidas por el gobierno.

En el ámbito económico, los Cacique e indios pequeño burgueses eran poseedores de un poder real que dio pie a conflictos en defensa de sus derechos, y el de los indios tributarios a su servicio. Además lograron disfrutar del derecho a la posesión y administración de minas para su explotación, pese a que tal sector estuviera controlado en su gran mayoría por gremios de españoles, los cuales poseían mejor maquinaria y poseían de una gran cantidad de mitayos. Aunque les fue difícil competir con los mineros españoles y criollos, de todos modos las autoridades indígenas si lograron beneficiarse del sector minero, sobre todo en el siglo XVII durante la era Habsburgo. Con los Borbones la minería se volvió un sector de subsistencia para los indígenas. Adicionalmente a los indios mitayos que debían de enviar a las minas de manera obligatoria, muchos indios caciques además alquilaron a sus indios jornaleros ante los gremios de mineros españoles, por precios muy altos que rondaban los 200 a 340 pesos por temporada. Incluso controlaron el sector del transporte de minerales para su procesamiento, ganando aproximadamente 40-100 pesos por viaje.

“El cacique tenía una mina de oro y una mina de plata cerca de la cordillera, en un cerro negro y en otro colorado. Se dice que eran minas riquísimas porque se llevaba mucho oro para el Cuzco”.
Domínguez, 2002

“el cacique Somondoco, poseía una mina de esmeraldas, que cuando el licenciado Gonzalo Jiménez la descubrió, mandó al rey mil ochocientas esmeraldas por el quinto que corespondia á los monarcas de España”.
Miró, 2011

Además, dentro del fuero militar del Ejército Real del Perú, hubo una estricta obediencia a las leyes indianas para evitar los abusos y los crímenes de guerra, debido a que se la presentaban múltiples problemas entre las personas que integraban la institución militar, de carácter socializante y moralizadora (estos problemas se debían a que la mayoría de ellos eran personas de oficios diferentes, formación desigual, costumbres diversas, hablantes de varios idiomas y con casta étnica diferente). Siendo así, se debía lidiar con los robos, asesinatos, lesiones corporales, pleitos callejeros, etc de crímenes comunes entre el fuero militar; y entre las presentes por el fuero civil, se presentaba el adulterio, la falta de pago para mantener a hijos no reconocidos (sobre todo alimentación), injurias y la “normal” deserción (sea soldados veteranos o milicianos). A quienes se probara culpables de sus denuncias, recibían múltiples castigos (indistintamente a si eran blancos, criollos, indios, mestizos, castizos, negros, mulatos, o pardos), como ser puesto por días en un Cepo o ser sentenciado a realizar forzadamente el servicio de obras públicas por años. Los oficiales blancos y mestizos que quisieran obligar a siervos (mayormente negros e indios) a trabajar sin salario, e incluso inculparlos de robos o daños a su propiedad, igualmente pasaban por el fuero militar por delitos de abuso ante la Real Auditoría de Guerra, teniendo estos además un rol de nivelar las relaciones de poder dentro de la sociedad estamental entre nobles y siervos.

### Casos notables de aplicación de las Leyes de Indias en el Perú
- La denuncia del arzobispo de Popayán, Juan del Valle, en 1548, de que se cargaban tributos abusivos a los indios. Enviándose al clérigo Luis Sánchez a presentar la denuncia ante el Consejo de Indias. Aquellas denuncias fueron repetidas por diversos miembros del clero como Francisco Morales (1561), Bartolomé de la Vega (1563), Francisco Falcón (1567). Aunque hubo propuestas de exonerar a los indios de pagar tributos con base en su condición de menores, al final se dispuso que solo se podía prohibir cargas tributarios que fuesen inmoderadas, pues se argumento que iba a haber daños para los indios si no pagaban cargas tributarias que permitan financiar el mantenimiento de su infraestructura social.[59]
- Durante las décadas de 1570 y 1580, los nobles incas, que eran descendientes directos de los emperadores del Tahuantinsuyo, entrarían en un litigio con los caciques y comunidades de los 4 suyos que habían sido sujetos suyos que se llamaban "incas de privilegio" (por no provenir de panacas, sino que eran Curacas de los pueblos conquistados por los incas o que obtuvieron títulos por sus servicios en la conquista española). Estos nobles incas de panaca querían que se les reconociera su nobleza como algo de carácter hereditario y que les diera privilegios de estar libres de pagar impuestos, yendo tan lejos como para concertarse todos los nobles incas en un solo bloque, mientras que los incas de privilegio (los caciques de Condesuyo, los Canches, Collasuyo, Andesuyo, Chinchaysuyo) se oponían a tales pretensiones en los tribunales virreinales, argumentando que casi todas las cargas fiscales recaerían sobre ellos y sus comunidades si es que los descendientes de los Incas fuesen exonerados de servicios personales y tareas de república. Siendo así que los incas fueron a aprender de derecho castellano (sobre todo apelando a la dicotomía hidalgo-pechero), conseguir testigos, procuradores y defensores ante las Cortes, firmaron poderes en el fuero legal y declararon ante corregidores, intérpretes y protectores de indios. Todo se debió a que el virrey Francisco de Toledo ordenó, a través de la Real Hacienda, que se enlistara a muchos nobles como indios tributarios al ver que la mayoría de cusqueños no pagaban tributo al aducir que eran indios libres, ordenando empadronar a los cusqueños de la ciudad al servicio del Rey o algún particular, pero entrando en conflicto con anteriores ordenanzas de la Real Audiencia de Lima, que en 1564 había fijado que “a los yndios que constare y paresçiere ser hijos y desçendientes de Topa Ynga Yupangui les dexen bibuir libremente donde estuieren sin que paguen tributo ni otros seruiçios algunos sino que goçen de liuertad”. Tal disputa sería trasladada de la Real Audiencia hacia el mismo Consejo de Indias. Finalmente, tras presentar sus alegatos y probanzas a través del procurador Miguel Ruiz, Fernando de Jaén, Cristóbal de Molina y otros representantes más, lograron anular la provisión de Toledo al demostrar que ya habían sido reconocidos como Hidalgos, y que solo los indios ajenos a las panacas incas (sean indios hatunrunas o sus caciques) debían pagar tributo, como se había hecho en tiempo de los Incas.[65]
- La primera mención de la existencia de un "indio xaponés" en el Perú se registró en 1596, cuando gobernaban los virreyes García Hurtado de Mendoza y Luis de Velasco. Francisco Xapón era aparentemente un "esclavo de raza xaponesa" que fue vendido, por un valor de 800 pesos, al padre Miguel Jerónimo de Porras. Este "indio xaponés" decía ser natural de la "Provincia del Reino de los Xaponés" y que los portugueses lo habían "traído a las Indias Occidentales como esclavo" injustificadamente. Francisco, con 21 años, apeló a la Real Audiencia de Lima desde Córdoba (Río de la Plata) solicitando su libertad mientras apelaba a las leyes indianas, declarando que, según estas, "no existen razones para que yo sea vendido como esclavo" debido a que el era un cristiano, y porque de dónde venía ya no existían esclavos, debido a que Toyotomi Hideyoshi "suprimió la esclavitud en 1587 en Xapón". Finalmente Francisco fue liberado por las autoridades virreinales y terminó sus días en Córdoba.[66]
- El caso de Melchor Carlos Inca, quien en el año 1600 viajó para entrevistarse con el rey Felipe III de España para lograr la defensa de sus fueros. Esto se debió a que fueron permutadas sus propiedades de Perú a cambio de propiedades en la Península, pero este exigía ser nombrado condestable del Perú. Finalmente, se logró un acuerdo donde fue nombrado Caballero de la Orden de Santiago como compensación.[67]
- Don Vicente de Mora Chino (Ladino plebeyo o con probable descendencia de la nobleza chimú),[68] quien fue «Procurador General de sus Indios», para después añadirse también «de los Indios del Reyno del Perú y Diputado de los Caciques mas principales», y además obtener el título de «Cacique Principal de varios Pueblos de la Costa norte de Peru» (entre el valle de Chicama hacia el de Chimo). Como alcalde y alférez de Santiago de Cao, realizó un viaje a España en el año 1721 (que pudo ser financiado gracias a una posible red de solidaridad organizada entre caciques y principales) para solicitar directamente al Rey un reclamo, tras apelar a la Real Audiencia de Lima entre los años 1715 y 1721 sobre agravios de usurpación de tierras a los indios (sin recibirse la justicia debida por haber algunos oidores con intereses personales y nexos familiares con los Hacendados), por el que logró que se emita una real Providencia del 8 de julio de 1722 para la restitución de las tierras. Posteriormente, en 1729, tras ser reconocida su perseverancia y celosa defensa por los indios entre las cortes españolas por parte de la prensa limeña, empezó a recibir los poderes de otros caciques para que represente sus causas, en tanto que fuera un «Diputado General» (lo que legitimo su autoridad frente sus pares e intensificó su poder de representación debido a la confianza que inspiraba no solo a sus paisanos, sino también al poder real y la aristocracia española en la Corte). Además, presentó el Manifiesto de los agravios, bexaciones y molestias que padecen los Indios del Perú ante el Consejo de Indias en 1732 (y otro en 1735) para advertir al Rey de España del peligro del deterioro del pacto colonial y lograr restablecer al indio en los derechos naturales que tienen ante la Ley hispana y la fe cristiana. Finalmente, el virrey Santobuono se vio obligado a hacer, según lo relatado por el abogado limeño, Pedro de Vargas:[69]

«a instancia de los propios indios, a nombrar al referido Don Vicente Morachimo por Procurador General de diferentes repartimientos, para que defendiese sus causas»

 Es de notar que en el año 1767, dos procuradores indígenas (Alberto Chosop y Don Joseph Santiago Ruiz) publicaron en nombre de la «Nación india», la Cédula de 1766 (con autorización del virrey Amat) que ratificaba el acceso de los caciques y principales para recibir cargos públicos y eclesiásticos, siendo su sobrecédula la había logrado Mora Chimo en 1725. La eficacia de su actuación de Vicente Mora Chimo como «Procurador» en su defensa de los indígenas pleiteantes (a través del desarrollo de la institución del "Defensor de Indios" que desarrollaría jurisprudencia) inspiro a los indígenas de otras partes del Imperio español para usar tal mecanismo para defender los intereses de los suyos, como relató Pedro de Vargas en sus memorias de 1734.

"A cuyo ejemplo los Naturales de Quito, y otras partes han creado de ellos mismos sus Defensores, con que viven, o mas socorridos o mas satisfechos de su refugio"

- Fray Calixto de San José Tupac Inca en 1748 redactó un memorial dirigido al rey Fernando VI de España, conocido como la “Exclamación reivindicacioncita de los Indios americanos” (aunque probablemente escrito en su mayoría por fray Antonio Garro) donde presentó denuncias contra los abusos que sufrían los indios tributarios por parte de los corregidores, gobernadores y otros funcionarios provinciales; por el que terminó reclamando una serie de reformas para mejorar el gobierno virreinal. En 1749 hizo un viaje a España desde el Reino de Brasil, bajo la identidad de Don Juan Ayllon y acompañado por fray Isidoro de Cala y Ortega, por el que entregó personalmente dicho memorial al Consejo de Indias. Esperó durante tres años una respuesta del rey Fernando VI, sin mucho éxito.[70] La publicación del memorial en España incomodó al régimen borbónico debido a que el fraile mantuvo contacto con algunos vecinos del pueblo de Huarochiri que estaban descontentos con el gobierno y realizaron el levantamiento de Huarochirí de 1749-1750,[71] que coincidió con la rebelión de Juan Santos Atahualpa o la rebelión del Cusco del indio Pablo Chapi (Inca Huayta Cápac), que incluso provocarían una rebelión de los indios de Lima durante el gobierno del virrey José Antonio Manso de Velasco.[72] Pese a ello, no se tomó a mal en la corte la aventura de fray Isidoro de Cala, ni tampoco se hizo nada contra fray Calixto Inca una vez se lograra requisar los ejemplares del manuscrito por considerarse subversivo debido a malentendidos en las Cortes provenientes de un enviado de la Real Audiencia de Lima hablando de la existencia de un memorial impreso que complicaba a dos religiosos de San Francisco relacionado con el movimiento que empezó en Huarochirí y que generó sospechas de las acciones de Isidoro de Cala y fray Calixto Inca. Sin embargo, los autores no recibieron castigo, e irónicamente se favorecieron en la orden las pretensiones del hermano Calixto. Aun así, se se prohibió a los indios viajar a España sin autorización del superior gobierno hasta que se relajara la situación por las Protestas y rebeliones del siglo XVIII en el Virreinato del Perú, pero promoviéndose que las autoridades indígenas se presenten a las Cortes de España con justo motivo y prometiendo garantizar la seguridad debida de los posibles viajes.[72]

“EL REY.- Conde de Superunda, Pariente, Virrey, Gobernador y Capitán General de las Provincias del Perú y Presidente de mi Real Audiencia que reside en la Ciudad de los Reyes. Por parte de los Caciques nobles y militares indios que residen en esa Ciudad, y en nombre de todos los de su Nación que habitan en ese Reino, que a estímulo de su notoria realidad y amor que me profesan, han anhelado algunos de ellos pasar a España a ponerse a mis reales pies; de cuyo gusto carecen por impedirlo mis ministros reales, cuando lo han solicitado, refiriendo en comprobación algunos ejemplares, y suplicándome sea servido de concederles amplia y general licencia, para que siempre que les parezca puedan pasar a estos Reinos; al expresado efecto, con particular encargo a voz y demás ministros míos, para que no tan solamente no se les impidan, sino que le den los correspondientes auxilios que necesitaren, previniendo a los Capitanes de las embarcaciones les faciliten la consecución de su destino. Y visto en mi Consejo de Indias, con lo expuesto por mi Fiscal: he resuelto: negarles la amplia y general licencia que solicitan y ordenaros y mandaros (como lo hago) que siempre que algún particular de los mencionados caciques e indios quiera venir a España, contándolos el justo motivo que le mueve a tan dilatado y costoso viaje, le concedáis la necesaria, mandando se le den los auxilios correspondientes, para que en sus tránsitos por tierra y mar, no se les ponga embarazos ni causen vejaciones. – A diez y nueve de enero de mil setecientos y cincuenta y uno.- YO EL REY.- Por mandato del Rey Nuestro Señor- D. Joaquín José Vásquez y Morales."

Finalmente, durante el reinado de Carlos III, fueron resueltas buena parte de sus peticiones. Siendo así que el 11 de setiembre de 1766 firmo el rey, en San Ildefonso, unas providencias para satisfacer las instancias de fray Isidoro de Cala (probablemente teniendo mas éxito que Fray Calixto por tener mejor carácter y no participar en las pretendidas conspiraciones anticoloniales de la época) con el objetivo de que los indios pudieran ser admitidos en las religiones, recibir educación en cualquier colegio y poder escalar, según su mérito y capacidad, a dignidades u oficios públicos del virreinato sin distinción alguna y debiendo ser atendido tal promoción en todo lo posible. Se hizo recordar la Real Cédula del 12 de julio de 1691 en el que se había ordenado la apertura de colegios y seminarios para indios (como el Real Colegio de México), cuyas obligaciones fueron reafirmadas para El Perú en una Real Cédula del 12 de marzo de 1697 y otra del de 1 de febrero de 1725 (emitida por reclamos parecidos de parte de don Vicente de Mora Chino, cacique principal de varios pueblos de indios y procurador general de Indios en el Perú).
- Don Pedro Tantallatas fue un indio noble de origen caxamarca, tenía la responsabilidad de ser el Cacique Principal de Todos los Santos de Chota. Según los documentos presentes en el Archivo Regional de La Libertad, el cacique chotano había estado en conflicto contra las arbitrariedades y abusos de algunos corregidores y hacendados españoles influyentes en la región. Llegado a un punto donde no se estaban respetando las Leyes de Indias, el cacique Tantallatas realizó un viaje a España en 1777, acompañado por Don Isidro Chavil, con el objetivo de reclamar al Consejo de Indias y al rey Carlos III por la situación que afligía a los indios de su parcialidad. El noble indígena exigió más autonomía, cumplimiento de las garantías del pacto colonial para la protección de su gente de la República de indios, y que se conceda a los indios chotanos el poder elegir a sus propias autoridades locales, sin que los funcionarios de la república de españoles pudieran influir o inmiscuirse. Mediante una Real Cédula, el rey Carlos III reconoce al cacique chotano como Gobernador General de los Naturales del Partido de Todos los Santos de Chota.[75]
- Don Gaspar Jurado fue un mestizo de principios del siglo XIX, natural de Quipiracra, quien se registró como “indio” en la Sociedad política indiana. Fue un indio plebeyo que luchó ante la ley contra un gremio de escribanos peninsulares y criollos, con el objetivo de poder cumplir su aspiración de estar en la Escribanía de Cámara de la Real Audiencia de Lima, habiendo sido un cargo que le fue habilitado por Don Emeterio Andrés Valenciano. Luego de hacer una apelación a la Real Audiencia por instancias judiciales, se determinó que Don Gaspar Jurado era un indio que poseía todos los atributos y cualidades necesarios para hacerse con el cargo. Beneficiándose además de los decretos emitidos por las Cortes de Cádiz sobre la ciudadanía española para los indígenas.[76]

“Basta lo resuelto por las Cortes Soberanas para salvar los obstáculos que no serán capaces de justificar supuesto que sin distinción indios, españoles y los hijos de ambos todos tenemos opción por la igualdad, para toda clase de empleo y destino”.
Jurado, 1811

## Legado
Las leyes de Indias a día de hoy suelen ser un tema de gran importancia a la hora de impartir clases de la Facultad de derecho de múltiples universidades de Hispanoamérica y España en la actualidad.
Por su parte, durante el proceso de Desamortización, junto a la expropiación de las tierras comunales de los indígenas tras las Independencias de Hispanoamérica, hubo múltiples descendientes de Caciques, como representantes de las comunidades campesinas afectadas, realizando actos de reclamación por el derecho a la propiedad de sus tierras, hecho con base en las Leyes de Indias y el derecho indiano.

"Con la instauración de las políticas liberales los indios quedaron a merced de los grandes terratenientes y los inversionistas extranjeros. La idea liberal del "igualitarismo" consistía en homogéneizar a toda la población indígena de Bolivia como ciudadanos y promover la privatización de los bienes colectivos. [...] La privatizacion de la tierra trajo como consecuencia el colapso de la economía de subsistencia que se había mantenido desde la Colonia y la posterior desintegracion social de las comunidades, creando un ambiente de zozobra y desigualdad, que obligó a los indios a dejar sus tierras y huir hacia las principales urbes en busca de trabajo o quedarse para ponerse al servicio de los terratenientes, dónde fueron reducidos a una categoría similar a la de "esclavos modernos""
J. Fernández-Davila, 1985

### México
Por ejemplo, en México, se menciona que en tiempos del Segundo Imperio mexicano aún las comunidades indias apelaban ante los tribunales con base en la legislación indiana. En ello influyo una preocupación constante contra hacendados criollos que se querían apropiar de sus tierras comunales del indio tras las políticas de desamortización adoptadas por Benito Juárez al ganar la Guerra de Reforma (por el que las comunidades indígenas quedarían desprotegidas ante la ley y sus tierras al margen de la expropiación), queriendo estos el regreso de instituciones del Antiguo Régimen como el Protector de indios, antes que estar desprotegidos en la igualdad ante la ley con los blancos. Ello generó que con el tiempo, el imperio de Maximiliano de México se distancie del Liberalismo mexicano Republicano, en la medida que se acercaba a las medidas Proteccionistas que exigían los conservadores en lo social, inspirados en el Derecho indiano y las Leyes de Indias (e incluso a algunas posturas del Socialismo utópico del proletariado rural, ya que Maximiliano fue influenciado por Victor Considerant), en vez de anhelar la asimilación del indio a través de la destrucción política de la comunidad indígena (como terminaría pasando en futuros gobiernos mexicanos al promover el Peonaje) como medio para obtener la transformación social deseada por los revolucionarios burgueses-liberales, los cuales consideraban que una categoría jurídica diferenciada como "indio", entendido como sujeto de derecho sin los mismos deberes y derechos iguales que los" blancos" (estos últimos menos protegidos por la ley), implicaba atraso para el paso de súbditos a ciudadanos en el desarrollo nacional. Por ello se decretarían leyes cada vez más alejadas al ideario liberal, como las leyes de julio y septiembre de 1865 que restablecían la personalidad jurídica de las comunidades indígenas (aboliendo la Igualdad ante la ley), la ley agraria del 16 de septiembre de 1866 (la más radical) que otorgaba tierras a las comunidades indígenas de estar careciendo de fundo legal y ejido, continuando la ley del 26 de junio sobre repartimientos (aduciendo al período novohispano) y restauración de las tierras de comunidad (anulando la transición a un régimen liberal de Propiedad privada) que decía lo siguiente:

“se dividirán en fracciones y se adjudicarán en propiedad a los vecinos de los pueblos a que pertenezcan y tengan derecho a ellas, prefiriéndose los pobres a los ricos, los casados a los solteros y los que tienen familia a los que no la tienen...”, sin embargo, “no se repartirán ni adjudicarán los terrenos destinados exclusivamente al servicio público de las poblaciones, las aguas y los montes, cuyos usos se hacen directamente por los vecinos de los pueblos a que pertenecen...” y “los que adquieran terrenos en virtud de esta ley, sólo podrán venderlos o arrendarlos a individuos que no tengan otra propiedad territorial”

Para julio de 1866, se dio un giro cada vez más conservador y reaccionario en el gobierno de Maximiliano. Esto se debió a las medidas sugeridas y tomadas por los asesores políticos que poseía el emperador Maximiliano, en tanto que ellos notaban que el indígena, y en general el mexicano del común, se aferraba a formas de vida tradicionalistas novohispanas, siendo tercas con sus costumbres, en la que se percibían como Sociedad tradicional comunitaria que buscaba ser ajeno al proyecto de Modernización del modelo liberal e Individualista-igualitario, que provenía mayormente de las elites criollas europeizantes, y por el que los indígenas no se mostraban estar dispuestos a seguir, mostrando actitudes indiferentes o incluso opuestas a las nociones de Igualdad ante la ley, en tanto que querían que se reconozca sus diferencias heredadas por el reconocimiento jurídico de su distinción como "indio" en los fueros de la Sociedad política indiana de la época imperial española (de hecho, incluso en esas épocas se hacían bastantes apelaciones en el gobierno según las Partidas de Alfonso X hasta la Novísima Recopilación), sobre todo en cuanto a la propiedad comunal y su existencia jurídica como comunidad indígena, para subsistir y existir en cuanto a tales, frente a la comunidad política del criollo o los mestizos, y no queriendo un reconocimiento de solo ser un mexicano/ciudadano-propietario (por lo que en las quejas de varios pueblos indígenas se hacían referencia a Reales Cédulas). Así, acorde a Jean Meyer, Maximiliano actuó, más que como un liberal, como un Déspota ilustrado (más cercano al Reformismo borbónico), que intentaría sacar provecho de los elementos de Tradición y Modernidad, tomando medidas extremas que contradecían el Liberalismo clásico y económico, bebiendo de la "vieja" legislación indiana, o de la "moderna" propuesta del socialismo, además de las ideas del Cameralismo (muy popular en los estados germánicos) que otorgaban importancia a la pequeña propiedad campesina frente al latifundio señorial, expresado en el Código Urbarium de 1767 (que estableció las parcelas de los campesinos húngaros y prohibía que su señor se apoderase de estas). Pero ello no implicaba el final de las desamortizaciones, no renunciándose al deseo liberal e ilustrado de superar la feudal propiedad comunal por la moderna propiedad privada como un derecho natural y absoluto (frente a la concepción tradicional de un derecho natural secundario), junto a la concepción idealizada del indígena en el liberalismo mexicano como la de un potencial propietario que sería transformado en un ciudadano y dueño de su parcela que fuese capaz de defender jurídicamente su propiedad por sí mismo, como cualquier otro criollo o mestizo en el Contrato social; solo evitando lo que paso en el Mexica moderno de dejar al indígena al margen de la ley, como un sujeto vulnerable y sin mecanismos de defensa frente a los hacendados y especuladores, buscándose favorecer al indio sobre el latifundista a través de mecanismos de protección a las "clases menesterosas" (al que les concedió una junta protectora el 10 de abril de 1865 para favorecer a las clases desposeídas del imperio) en dicha transición social. Finalmente, con la caída del segundo imperio mexicano, las elites mexicanas harían esfuerzos para reprimir a los tradicionalistas indígenas y forzarlos a aceptar las políticas liberales.

### Perú y Bolivia
Durante todo el siglo XIX y parte del siglo XX se dio un intenso litigio entre las comunidades indígenas y los gobiernos recientemente independizados (como la República del Perú o la República de Bolívar) por causa de las dificultades que tenía el Contractualismo de la Filosofía del derecho Liberal  para reconocer los derechos históricos de las comunidades rurales (en su gran mayoría campesinos indo-mestizos) a los Territorios indígenas, los cuales se basaban en el Pactismo y Iusnaturalismo del Derecho indiano (una serie de pactos ancestrales mayormente orales que las Leyes de Indias reconocían como validos por principio de Uti Possidetis y sin necesidad de formalizarlas en Título de propiedad, solo ratificando un Derecho Natural que era considerad implícito y superior al Derecho positivo). Esto llevaría a los indígenas a adoptar posturas tradicionalistas políticamente, siendo hostiles al movimiento liberal y adhiriéndose a los movimientos de las "contrarrevoluciones legitimistas" (como el Ejército realista en América) con tal de mantener en vigencia las Leyes de Indias y su legítima protestad en reacción al Contrato social republicano y constitucionalista.

"Mariano Melgarejo, amparado en el liberalismo, fue el causante del mayor asalto a la propiedad de los indios... declaró las tierras de las comunidades propiedad del Estado, al mismo tiempo que abolía el tributo indígena. Naturalmente, muchos terratenientes se beneficiaron ya que los indios no estaban en condiciones de comprar terrenos privados."
Bethell, 1991

Por otro lado, en Bolivia sería importante la lucha del cacique Santos Marka T'ula (del Ayllu Qallapa), el escribano Leandro Condori Chura y el movimiento de caciques apoderados durante finales del siglo XIX y principios del siglo XX, por el que buscaron recuperar y evitar la usurpación de sus tierras comunales de los ayllus indígenas en La Paz, Cochabamba, Chuquisaca y otros lugares que estaban siendo expropiados por la República de Bolivia (que los empezó a catalogar como bienes nacionales sin dueño que podían ser puestos a la venta). Siendo así que iniciaron una batalla legal (liderados por el caudillo aimara, Santos Marka T'ula) ante el gobierno boliviano, recurriendo la legalidad virreinal, en la que se apelaba que el rey Felipe II de la Casa de Austria había reconocido (en base al Derecho natural) la posesión comunal de aquellas de los ayllus indígenas (reducciones y predios comunales) que estaban siendo disputadas, ya que aquellas habían sido compradas por sus antiguos caciques, quienes hasta finales del periodo virreinal enviaban dinero (pesos en oro y plata) para su mantenimiento, y por tanto no se les podía privar de ellas bajo ninguna circunstancia. Los líderes (caciques electos por la comunidad) acudieron a los documentos virreinales de los siglos XVI-XIX, especialmente los que provenían del tiempo en que gobernó el virrey Francisco Álvarez de Toledo.

“A su regreso trajo una copia que acreditaba que los Caciques de Callapa evidentemente habían comprado esas tierras de la Corona española, con dineros y trabajos de la mita”.
Thoa, 1984

Las oligarquías criollas de Bolivia realizaron toda una serie de artimañas para desestimar la lucha de los caciques indígenas, en las que se incluyó destruir documentos virreinales, así como acusar a los caciques de ser unos conspiradores, agentes extranjeros, revoltosos, traidores a la patria, sediciosos, entre otros calificativos negativos ya habituales habituales contra los indígenas que se atrevían a enfrentar al poder de los terratenientes en el contexto del Gamonalismo. Incluso llegaron a apresar arbitrariamente a los líderes de los ayllus, como al propio Marka Tola en varias oportunidades, amenazándoles varias veces para así obstruir el proceso legal y desaparecer sus documentos, argumentando posteriormente que eran falsificaciones o que no contaban con pruebas suficientes.
Otros referentes del movimiento fue Eduardo Leandro Nina Quispe (intelectual del Ayllu Chivo de Taraco y fundador de la Sociedad República del Qollasuyu en 1930), quien escribió el libro “De Los títulos de composición de La Corona de España”, por el cual aducía que los territorios de los ayllus indígenas de Bolivia tenían que ser restaurados a sus legítimos propietarios (los indios), apelando a varios títulos virreinales de propiedad, amparados en las Leyes de Indias, que fueron otorgados por la Corona Española en tiempo de los reyes Felipe II y Felipe III de España.

“estas tierras son nuestras, nosotros tenemos los títulos que hemos adquirido a la Corona de España en la colonia, nadie puede despojarnos de nuestra propiedad, ni blancos, ni extranjeros, nadie”
Nina Quispe, 1930